# La la laj (polsk version)
"La la laj" är en singel av den polska sångerskan Ewa Farna. Den släpptes i februari 2010 som den tredje och sista singeln från hennes andra polska studioalbum Cicho. Det finns en tjeckisk version av låten med samma titel.